# Sainte-Savine
Sainte-Savine är en kommun i departementet Aube i regionen Grand Est (tidigare regionen Champagne-Ardenne) i nordöstra Frankrike. Kommunen ligger  i kantonen Sainte-Savine som ligger i arrondissementet Troyes. År 2022 hade Sainte-Savine 10 457 invånare.

## Befolkningsutveckling
Antalet invånare i kommunen Sainte-Savine
Referens: INSEE